# Bürgermeisterpfennig

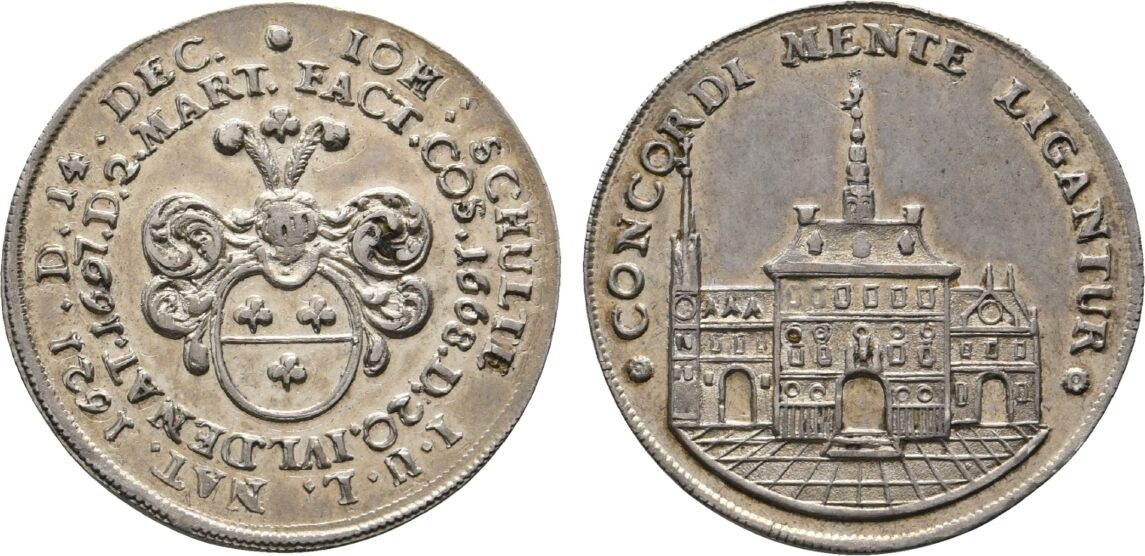
Bürgermeisterpfennig del 1697, in onore a Johann Diedrich Schaffshausen.

Un Bürgermeisterpfennig era un piccola moneta di argento che veniva coniata ad Amburgo, dopo la morte di un sindaco, in occasione del suo funerale. Vi erano incisi lo stemma del defunto e informazioni biografiche su di lui.

## Storia
In tempi antichi era tradizione ad Amburgo, in occasione del funerale di un sindaco, di donare un quarto di tallero agli studenti che cantavano vicino il carro funebre. La famiglia del Sindaco Johann Schrött, morto nel 1676, ebbe l'idea di coniare una moneta dedicata allo scopo. In seguito però l'idea non fu mantenuta; infatti si tornò a dare agli studenti 12 pezzi da 12 Schilling. 
Solo nel 1697, alla morte del sindaco Johann Schulte, la sua famiglia tornò a coniare il proprio Bürgermeisterpfennig e successivamente la tradizione è stata mantenuta. 
All'inizio furono coniati in argento con la lega del tallero (ca. 500/1000), e con un peso di 1/2 loth (ca. 15 g); in seguito furono realizzati in argento fino e il peso variava a seconda che la famiglia del defunto fosse più o meno ricca o generosa.
Diversi Bürgermeisterpfennig sono diventati piuttosto preziosi e ci sono anche casi isolati in cui sono state coniate contemporaneamente più monete di peso e dimensioni diverse. Le più piccole venivano distribuite, ad esempio, agli studenti, quelle più grandi alle persone di rango più elevato.